# Almindelig agurk
Almindelig Agurk (Cucumis sativus) er en etårig, krybende plante med store, ruhårede og håndlappede blade. Dens blomster er gule og sekstallige.
Agurken (som botanisk set er et bær), er agurkeplantens spiselige frugt. De er normalt grønne, omkring 30 cm lange og 4 cm i diameter. Hovedindholdet er vand (96-97%), og energiindholdet er derfor meget lavt. Desuden indeholder de små mængder af C-vitamin.

## Typer og anvendelse
Der findes forskellige typer indenfor arten, bl.a. slangeagurk, asieagurk og drueagurk. Slangeagurker er som regel dem vi kan købe friske i handelen, mens asieagurkerne hovedsagelig bruges til asier og drueagurkerne til syltede agurker.

## Dyrkning og smag
Planten trives ved omkring 21-22 grader og må ikke få for meget træk og heller ikke for meget fugt, hvilket betyder at danske agurker normalt dyrkes i drivhuse og stiller relativt store og detaljerede krav til omgivelserne. Der findes dog også frilandssorter, som kan dyrkes udendørs i Danmark. Agurkeplanten gror kraftigt i sæsonen, og væksten skal derfor som regel begrænses. På grund af den hurtige vækst er høsttidspunktet vigtigt, idet den ideelle modning holder mindre end et døgn.
Bestøvning finder traditionelt sted ved hjælp af bier, omend der også er udviklet selvbestøvende sorter. Enkelte sorter er partenokarpe, hvilket vil sige at de udvikler frugter (men ikke frø) uden at være blevet bestøvet. Mens hobbyavlede og økologiske agurker som regel er dyrket i traditionel jord eller spaghnum, dyrkes konventionelle kommercielle agurker i Danmark som oftest i et næringsfattigt vækstmedie, mens plantens næringsbehov dækkes gennem vandingsvandet.
Den enkelte agurks smag er afhængig af en række faktorer, heriblandt sort, temperatur, vandtilførsel, luftfugtighed, jordens karakter og høsttidspunkt. Desuden udskiller den bitterstoffet cucurbitacin når den stresses, fx ved insekt- eller snegleangreb, hvilket påvirker smagen markant. Dette kan også påvirke lugten da agurken ikke har nogen naturlig lugt.

## Ernæring
Da en agurk består af omkring 95% vand, har den meget begrænset næringsindhold. Dens eneste større næringsstof er vitamin K. DTU Fødevareinstituttet har dog også angivet et højt indhold af C-vitamin i agurker